# (218) Бианка
(218) Бианка (нем. Bianca) — сравнительно небольшой астероид главного пояса, с довольно высоким альбедо, что свидетельствует о его принадлежности к светлому спектральному классу S. Он был обнаружен 4 сентября 1880 года австрийским астрономом Иоганном Пализой в обсерватории города Пула, Хорватия  и назван в честь австро-венгерской оперной певицы Бианки (настоящее имя — Берта Шварц). В венских газетах были опубликованы обстоятельства присвоения этому астероиду имени певицы.

Орбита астероида Бианка и его положение в Солнечной системе
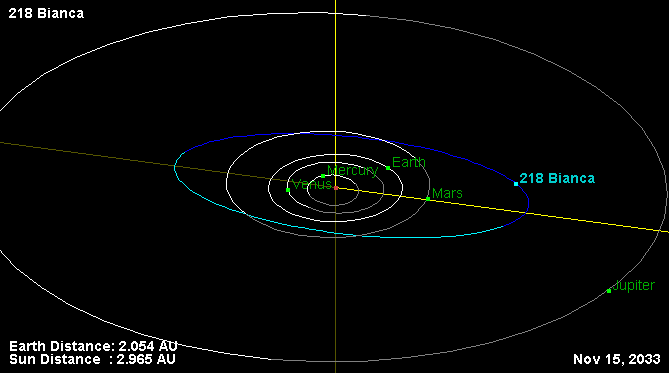
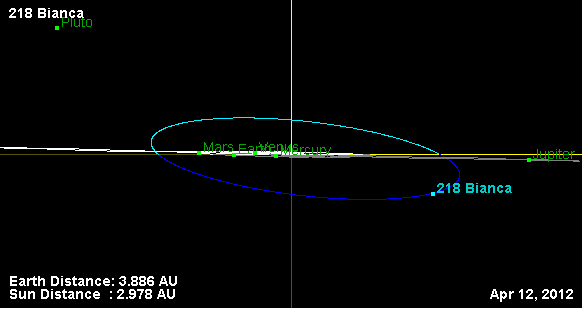

В конце 1990-х астрономами по всему миру были собраны данные кривых блеска, которые затем использовались для определения периодов вращения и форм десяти новых астероидов, в том числе Бьянки.